# Litoporus secoya
Litoporus secoya is een spinnensoort uit de familie der trilspinnen (Pholcidae). De soort komt voor in het zuiden van Colombia, waar nabij Puerto Asis het holotype van het mannetje van L. secoya is gevonden. De naam is een eerbetoon aan de Secoya, een indianenstam in het noordoosten van Ecuador. Nauw verwant aan de soort zijn L. aerius, L. dimona en L. saul.